# Mihály Kozma
Pour les articles homonymes, voir Kozma.
Dans le nom hongrois Kozma Mihály, le nom de famille précède le prénom, mais cet article utilise l’ordre habituel en français Mihály Kozma, où le prénom précède le nom.
Mihály Kozma (né le 1er novembre 1949 à Tápé en Hongrie) est un joueur de football hongrois.

## Biographie
Il remporte la médaille d'argent aux Jeux olympiques de 1972 et participe à l'Euro 1972 avec la Hongrie. Il fait partie de l'équipe de Honvéd qui remporte le championnat hongrois en 1980 et 1984, et en est plusieurs fois le meilleur buteur. Ses frères György et Zoltán ont également joué en division I hongroise avec Szeged.
Il est ensuite entraîneur du Honvéd.